# إجلاء الرعايا الأجانب خلال الحرب الأهلية السودانية (2023–الآن)
خلال النزاع في السودان عام 2023، دفع اندلاع أعمال العنف الحكومات الأجنبية إلى مراقبة الوضع في السودان والتحرك نحو إجلاء مواطنيها وإعادتهم إلى وطنهم. وتعتبر مصر من الدول التي لها عدد كبير من المغتربين في السودان يزيد عددهم عن 10.000 مواطن،  أما مواطني الولايات المتحدة في السودان فيزيد عددهم عن 16.000 مواطن، معظمهم من مزدوجي الجنسية .
تعرقلت جهود اخراج الرعايا بسبب القتال الدائر داخل العاصمة الخرطوم، خاصة في المطار وحوله. وقد أدى ذلك إلى إجراء عمليات الإجلاء براً عبر بورتسودان الواقعة على ولاية البحر الأحمر، على بعد حوالي 650 كيلومتر (400 ميل) شمال شرق الخرطوم. ثم نقلهم جواً أو نقلهم مباشرة إلى بلدانهم الأصلية أو إلى بلدان ثالثة. وأجريت عمليات إجلاء أخرى من خلال المعابر البرية الأخرى أو عمليات النقل الجوي المباشر من البعثات الدبلوماسية وغيرها من مواقع محددة بمشاركة مباشرة من جيوش بعض البلدان. تشمل بعض مراكز العبور الرئيسية المستخدمة أثناء عملية الإخلاء ميناء جدة في المملكة العربية السعودية جيبوتي ، التي تستضيف قواعد عسكرية للولايات المتحدة والصين واليابان وفرنسا ودول أوروبية أخرى.

## الجدول الزمني

### 19 أبريل
أعلنت الحكومة اليابانية أنها تستعد لإجلاء مواطنيها البالغ عددهم حوالي 60 مواطنًا من السودان، لتصبح أول دولة أجنبية تسحب مواطنيها من البلاد. أرسلت قوات الدفاع الذاتي الجوية اليابانية طائرة نقل من طراز C-130H وطائرة نقل من طراز C-2 وناقلة للتزود بالوقود الجوي من طراز KC-767 وطائرة نقل إلى جيبوتي على أهبة الاستعداد لتلك المَهمّة.
حاولت ألمانيا تنفيذ مهمة لإجلاء حوالي 150 مواطنًا من السودان. وذكرت مجلة دير شبيجل أن القوات الجوية الألمانية أرسلت ثلاث طائرات نقل من طراز A400M توقفت في اليونان للتزود بالوقود، قبل أن تتوجه لاحقًا إلى الخرطوم. ومع ذلك، أحبط الجيش الألماني الخطة بسبب تجدد الاشتباكات والغارات الجوية. وأكدت الحكومة الألمانية هذا النبأ في وقت لاحق. وفي 21 أبريل/نيسان، قالت وزارة الدفاع الاتحادية إنها تستعد مرة أخرى لإنقاذ مواطنيها من السودان.

### 20 أبريل
ذكرت القوات المسلحة النرويجية أنها أرسلت طائرتي نقل من طراز C-130 وفريق جراحين إلى الأردن في 20 أبريل. أنجزت إحدى الطائرات ثلاث طلعات جوية وأجلت 75 مواطنًا نرويجيًا وعددًا غير معلوم من الرعايا الأجانب الآخرين.

### 22 أبريل

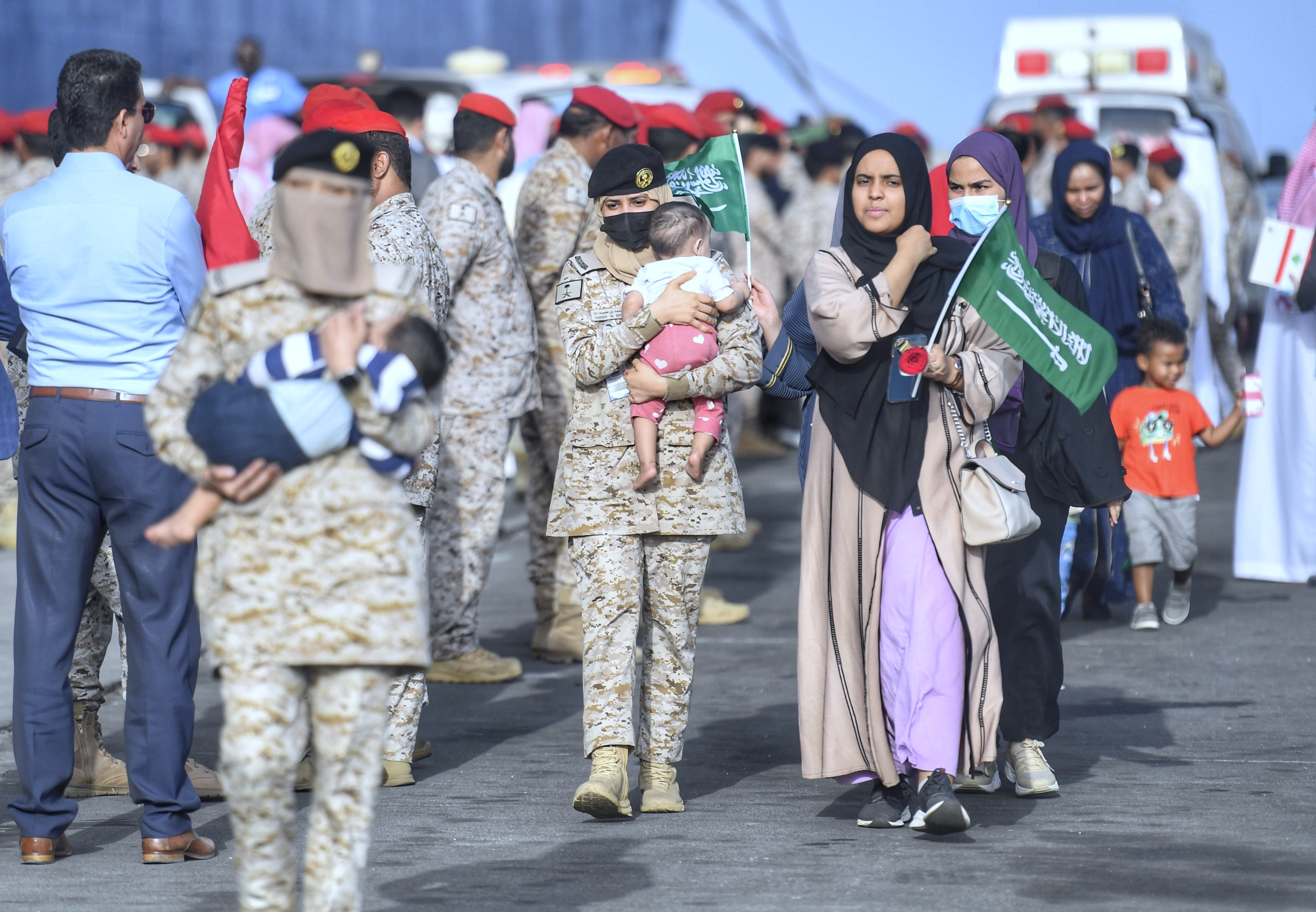
إجلاء الرعايا الأجانب إلى السعودية

وافقت القوات المسلحة السودانية على تأمين إجلاء الدبلوماسيين والمواطنين البريطانيين والأمريكيين والفرنسيين والصينيين من السودان جواً. وأجلي الدبلوماسيون السعوديون براً إلى بورتسودان ثم نقلوا جواً. كما بدأ إجلاء حوالي 150 مواطنًا أجنبيًا بالقوارب بمساعدة القوات المسلحة السعودية من بورتسودان، مع وصول أولى السفن عبر ولاية البحر الأحمر إلى ميناء جدة بالمملكة العربية السعودية.
في ليلة 22-23 أبريل، أنشأ الجيش الفرنسي جسرًا جويًا. هبطت طائرة من طراز C-130 Hercules قادمة من جيبوتي ومزودة بمنظار للرؤية الليلية في قاعدة وادي صيدنا الجوية ؛ عملت قوات الكوماندوز الفرنسية التي كانت على متنها على تأمين القاعدة بعد مفاوضات مع الجيش السوداني. كما وصلت ثلاث طائرات من طراز أطلس A400M من جيبوتي وأجلت الرعايا الفرنسيين والأجانب.

### 23 أبريل

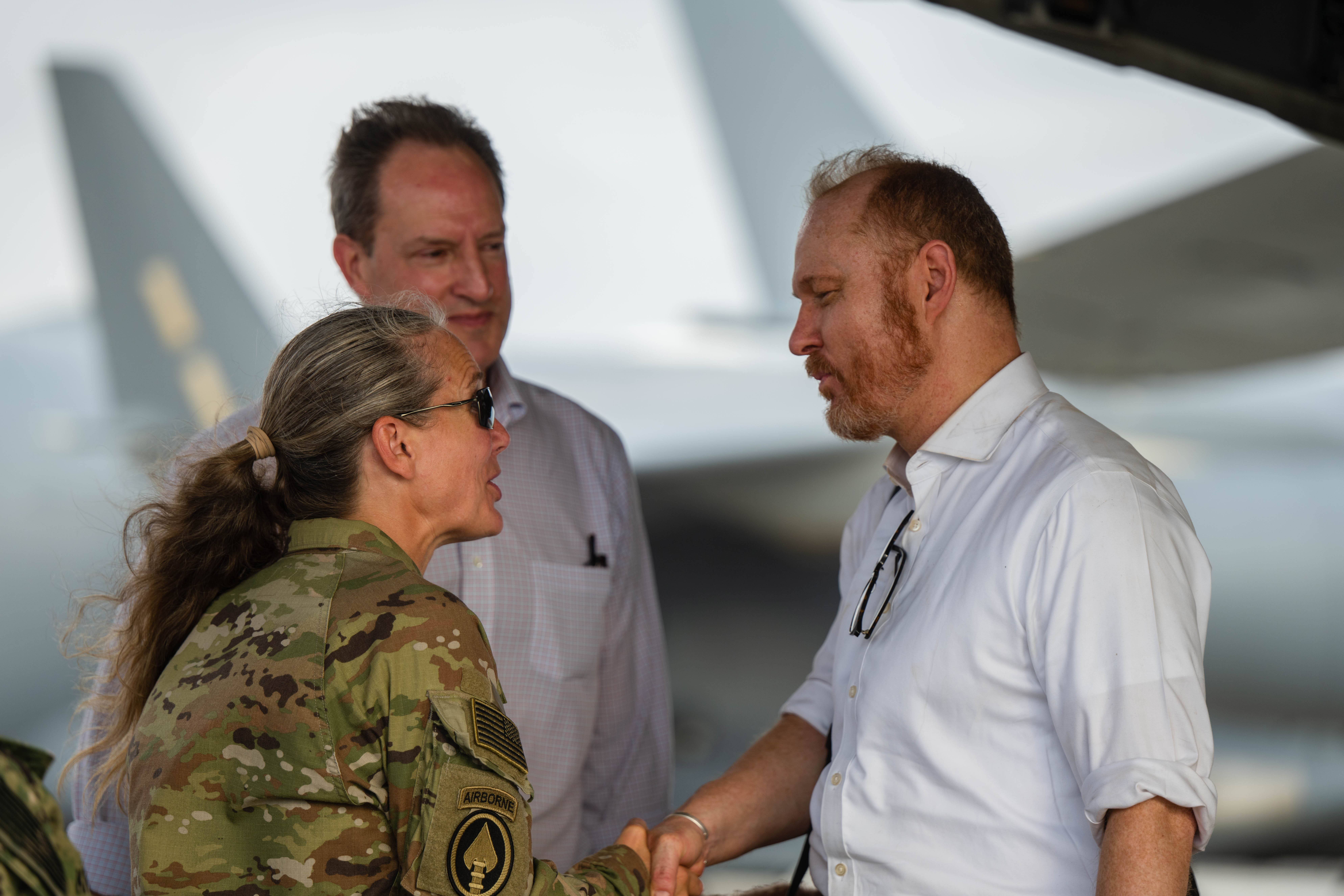
سفير الولايات المتحدة لدى جمهورية السودان، جون ت. جودفري (يمين) يصافح اللواء جامي شاولي في معسكر ليمونير بعد إجلائه بنجاح من الخرطوم.

أجلي 100 من الدبلوماسيين والمواطنين الأمريكيين في السفارة الأمريكية على متن ست طائرات هليكوبتر من طراز Boeing CH-47 Chinook بمساعدة قوات البحرية الأمريكية والقوات الخاصة بالجيش ، الذين كانوا جزءًا من القوات الإضافية المرسلة إلى معسكر ليمونير في جيبوتي. وقالت قوات الدعم السريع إنها نسقت مع الجيش الأمريكي فيما يتعلق بالعملية، وقالت إنها ستساعد في إجلاء المواطنين الآخرين. إلا أن قافلة فرنسية كانت قد غادرت السفارة تعرضت لإطلاق نار أثناء مغادرتها مما اضطرها إلى العودة أدراجها. وأكدت الحكومة الفرنسية في وقت لاحق إصابة أحد جنودها في الحادث. وفي وقت لاحق من اليوم، أعلنت وزارة الخارجية الفرنسية أنها تمكنت من إجلاء نحو 100 شخص من جنسيات متعددة من السودان جواً بعد ما أسمتها عملية إنقاذ "معقدة". كما قامت حكومة المملكة المتحدة بإجلاء موظفيها الدبلوماسيين وعائلاتهم بمساعدة قواتها المسلحة. كما نقلت طائرات من إيطاليا والأردن وإسبانيا الأشخاص الذين أجلوا من جنسيات مختلفة جواً إلى جيبوتي أو مباشرة إلى بلدانهم الأصلية.
وبدأت تركيا عمليات الإنقاذ عبر الطريق من مدينة ود مدني ،  إلا أن الجهود تأجلت من موقع واحد في الخرطوم بعد وقوع انفجارات بالقرب من المنطقة  فيما أعلن السفير الروسي تأمين معظم المواطنين الروس في الخرطوم في السفارة.
بعد إلغاء محاولتها في 19 أبريل، بدأت الحكومة الألمانية أخيرًا في إجلاء مواطنيها. وأكد الجيش الألماني أن أول طائرة من بين ثلاث طائرات شاركت في عملية الإجلاء غادرت السودان وعلى متنها 101 شخص. توقفت الطائرة في مركز الإخلاء الألماني في قاعدة الأزرق الجوية في الأردن قبل أن تتوجه إلى برلين في 24 أبريل.
وافق البرلمان السويدي، على مقترح يسمح للحكومة بتوفير وحدة يصل عددها إلى 400 جندي لإجلاء مواطنيها في السودان.
غادر فريق المساعدة القنصلية الطارئة أيرلندا متوجهاً إلى السودان في مهمة لإجلاء 150 إيرلنديًا وعائلاتهم من الصراع. يتكون الفريق من مسؤولين من وزارة الخارجية الأيرلندية وأعضاء من قوات الدفاع ، بما في ذلك أفراد جناح جيش رينجر .
أجلي 436 مواطناً مصرياً عبر الطرق البرية، بالتنسيق مع السلطات السودانية.

### 24 أبريل
صرحت القوات المسلحة النرويجية لصحيفة أفتنبوستن بأنها دعمت ونصحت وزارة الخارجية بإجلاء المواطنين النرويجيين، لكنها لم ترغب في توضيح ما تفعله وما فعلته بشكل ملموس.
قالت إدارة العلاقات الدولية بجنوب إفريقيا (DIRCO) إن 77 مواطنًا ودبلوماسيًا من جنوب إفريقيا كانوا في طريقهم للخروج من السودان  وذكرت DIRCO أيضًا أن الحكومة التنزانية طلبت منهم مساعدتهم في إجلاء رعاياهم.
أعلنت وزارة الخارجية اللبنانية أنها أجلت 52 مواطناً بحراً من بورتسودان إلى جدة بالمملكة العربية السعودية بمساعدة البحرية الملكية السعودية .
أعلنت الهند بدء عملية إنقاذ المواطنين الهنود المحاصرين في السودان، أطلق عليها اسم عملية كافيري. وقالت وزارة الشؤون الخارجية إن طائرتين من طراز C-130J تابعتين للقوات الجوية الهندية كانتا على أهبة الاستعداد في جدة ضمن الاستعدادات للإخلاء، في حين وصلت فرقة البحرية الهندية INS إلى بورتسودان.
أجلت طائرة نقل عسكرية كورية جنوبية من طراز C-130 ثمانية وعشرين كوريًا مع عدد غير محدد من المواطنين اليابانيين من بورتسودان إلى جدة، حيث نُقل معظم الأشخاص في طائرة إيرباص إيه 330 إم آر تي تي  عائدين إلى سيول .
أعلنت وزارة الدفاع الهولندية مغادرة طائرتين من طراز C-130H تابعتين للقوات الجوية الملكية الهولندية السودان حاملتين مواطنين هولنديين إلى العقبة بالأردن حيث كان فريق الدعم القنصلي السريع التابع لوزارة الخارجية وفريق طبي في انتظارهم.
قال وزير القوات المسلحة البريطاني جيمس هيبي إن فريق استطلاع عسكري وصل إلى شرق السودان لتقييم خيارات الإخلاء. ووفقا لوزير التنمية أندرو ميتشل ، يوجد ما يصل إلى 4000 مواطن بريطاني في السودان.
أعلن وزير الخارجية الأمريكي أنتوني بلينكن أن الولايات المتحدة تدرس إعادة فتح وجودها الدبلوماسي في السودان (ربما في بورتسودان)، وتسعى لتوفير خيارات الإجلاء للمواطنين الأمريكيين في البلاد.
أعلنت وزارة الخارجية الإندونيسية أنه في الساعة 01:00 بالتوقيت المحلي، وصل 538 شخصًا تم إجلاؤهم بأمان إلى بورتسودان قادمين من الخرطوم بعد حوالي 15 ساعة برا ومرورًا عبر 15 نقطة تفتيش أمنية، ما يمثل مرحلة الإخلاء الأولى، وسيواصلون رحلتهم إلى جدة. عن طريق البحر.
أعلنت وزارة الخارجية والعبادة الأرجنتينية إجلاء مواطنين أرجنتينيين من السودان بمساعدة السفارة الإسبانية في الخرطوم. وصل كلاهما إلى مدريد بعد ساعات. وأفادت الأنباء أنه تم إجلاء مواطن أرجنتيني ثالث عن طريق البر إلى إثيوبيا بمساعدة الصليب الأحمر .
أفادت أنباء أن السفارة الصينية في السودان تجمع طلبات الإجلاء من رعاياها.

### 25 أبريل
وصلت السفينة البحرية الهندية INS إلى بورتسودان لدعم إجلاء المواطنين الهنود.
تعهّدت طائرة تابعة لسلاح الجو الملكي من طراز C-130J بأول رحلة إجلاء للمواطنين البريطانيين من قاعدة وادي سيدنا الجوية في السودان إلى سلاح الجو الملكي البريطاني في أكروتيري، وكان من المقرر القيام برحلتين أخريين بين عشية وضحاها. وذكرت سكاي نيوز أنه من المعتقد أن 1400 عسكري يقومون بهذه العملية.
قالت أوكرانيا إنها أجلت 138 شخصا، بينهم 87 أوكرانيا، إلى مصر.

### 26 أبريل
قالت وزارة الدفاع الألمانية إنها أنهت عمليات الإجلاء، حيث نقلت جوا أكثر من 700 شخص من السودان، من بينهم حوالي 200 مواطن ألماني.
أصيب نائب القنصل الفلبيني في مصر، بوجر كاباتي، بعد تعرض السيارة التي كان يستقلها مع سفير الفلبين في مصر عز الدين تاجو لحادث أثناء توجههما إلى الحدود السودانية للإشراف على جهود الإعادة إلى الوطن. تتمتع السفارة في القاهرة بالولاية القضائية على الفلبينيين في السودان حيث لا توجد سفارة فلبينية في الخرطوم.
أعلنت وزارة الخارجية السريلانكية إجلاء المجموعة الأولى من المواطنين السريلانكيين من السودان بمساعدة القوات المسلحة السعودية. بدأت نيجيريا إجلاء رعاياها من السودان، باستخدام حوالي 40 حافلة لنقل 3500 نازح إلى أسوان في مصر.
أعلنت وزارة الخارجية الإندونيسية، وصول 557 مواطناً إندونيسياً في المرحلة الأولى إلى مدينة جدة، فيما وصل 328 مواطناً إندونيسياً في المرحلة الثانية إلى بورتسودان. وبلغ إجمالي عدد المواطنين الإندونيسيين الذين أجلوا من الخرطوم 897 شخصًا. وفي نفس اليوم وصلت طائرة تابعة للقوات الجوية الإندونيسية تقل 110 مواطنين إندونيسيين من بورتسودان إلى جدة، ليصل إجمالي عدد الأشخاص الذين أجلوا إلى جدة إلى 667 شخصًا. في المجمل، أجلت طائرة بوينغ 737-500 (A-7305) التابعة للقوات الجوية الإندونيسية 355 إندونيسيًا و17 (يقول البعض 25) مواطنًا أجنبيًا من بنغلاديش والفلبين وأستراليا والسودان وجيبوتي من بورتسودان إلى جدة في أربع طلعات جوية.
أرسلت وزارة الدفاع الوطني الصينية سفينتين حربيتين ( النوع 052 دي <i id="mwARE">ناننينغ</i> والنوع 903<i id="mwARQ">ويشانهو</i> ) إلى بورتسودان لنقل المواطنين الذين أجلوا وغيرهم من الموظفين بترتيب من السفارة الصينية، ووصلوا إلى ميناء جدة في اليوم التالي.

### 27 أبريل
نفذت كندا أول عملية إجلاء لرعاياها من السودان، باستخدام طائرة نقل تابعة للقوات الجوية الملكية الكندية من طراز C-130 حيث أجلت 180 مواطنًا كنديًا وأجنبيًا. ونفذت تشاد أيضًا أول رحلة إجلاء جوية، حيث نقلت جوًا 226 شخصًا على متن رحلتين مستأجرتين، من بينهم 39 طفلاً. كما أجلت الصين نحو 1300 من مواطنيها وأرسلت سفينة بحرية إلى بورتسودان.
وأكملت اليونان إجلاء مدنييها بطائرة من طراز سي-130 أقلعت من الخرطوم إلى مصر ومنها إلى أثينا. وبلغ العدد الإجمالي للمواطنين اليونانيين والأجانب الذين أجلتهم القوات الجوية اليونانية 125 شخصًا.
في ليلة 27-28 أبريل، أقلعت طائرة من طراز C-130J تابعة للقوات الجوية الهندية على متنها 121 هنديًا من قاعدة وادي سيدنا الجوية.
أجلت تنزانيا مواطنيها البالغ عددهم 206 من ثماني دول على متن خمس حافلات من الخرطوم إلى مدينة ميتيما الحدودية الإثيوبية ثم إلى جوندار حيث نقلوا جواً إلى أديس أبابا . ثم نقلتهم طائرة تابعة لشركة طيران تنزانيا إلى دار السلام .

### 28 أبريل
تعرضت طائرة إخلاء تركية لإطلاق نار في قاعدة وادي صيدنا الجوية ولزم إصلاحها بعد تعرضها لأضرار في نظام الوقود الخاص بها. ولم يتم الإبلاغ عن وقوع إصابات. وألقت القوات المسلحة السودانية باللوم على قوات الدعم السريع في الهجوم، وهو ما نفته.
عادت السفينتان الحربيتان الصينيتان اللتان سبق لهما أن التقطتا الأشخاص الذين تم إجلاؤهم في السادس والعشرين من الشهر الجاري إلى بورتسودان واستمرتا في التقاط الدفعة الثانية من الأشخاص، بإجمالي 493 شخصًا، 221 منهم طلبتهم دول أخرى. ووصلوا إلى جدة في اليوم التالي. وبعد الانتهاء من المهمة، عادت السفينتان الحربيتان إلى أسطول مهمة المرافقة في خليج عدن الذي كانتا تنتميان إليه.

### 29 أبريل
وصلت الدفعة الثانية عشرة من رحلات القوات الجوية الهندية من طراز C-130J وعلى متنها 135 هنديًا إلى جدة قادمة من السودان. أعلن وزير الدولة الهندي للشؤون الخارجية موراليدهاران أن حوالي 2400 هندي تقطعت بهم السبل وصلوا إلى جدة في إطار عملية كافيري. أجرت المملكة المتحدة آخر رحلة إخلاء لها من قاعدة وادي صيدنا الجوية.

### 30 أبريل
USNS تم نشر USNS في بورتسودان للمساعدة في إجلاء المواطنين الأمريكيين. عرضت المملكة المتحدة رحلة إضافية قريبًا من بورتسودان في 1 مايو بعد الانتهاء من آخر رحلات الإجلاء من قاعدة وادي صيدنا الجوية، بعد إجلاء 2,122 شخصًا.

### 2 مايو
أكدت وزيرة الخارجية الأسترالية بيني وونغ أن طائرة تابعة للقوات الجوية الملكية الأسترالية من طراز C-130J أجلت أكثر من 36 أستراليًا وأفراد أسرهم، بالإضافة إلى مدنيين من ست دول أخرى بين عشية وضحاها. وهبطت رحلة الإخلاء في الساعات الأولى من الصباح في قبرص. كما عاد أكثر من 100 مواطن إندونيسي إلى إندونيسيا عبر جدة باستخدام طائرات جارودا إندونيسيا .
قالت روسيا إنها أجلت أكثر من 200 من دبلوماسييها وغيرهم من المواطنين الروس بالإضافة إلى مواطنين من الجمهوريات السوفيتية السابقة، وأظهرت لقطات تلفزيونية طائرتي نقل تابعتين لوزارة الدفاع تهبطان خارج موسكو.

### 14 مايو
أجلى اليمن قرابة 392 مواطناً يمنياً كانوا عالقين في السودان وفي رحلتين، حيث أجلت السلطات اليمنية 197 مواطناً إلى مدينة عدن الساحلية و195 آخرين إلى العاصمة صنعاء التي يسيطر عليها الحوثيون.

### 2 أغسطس
أعلنت روسيا أنها أجلت المزيد من موظفي السفارة والرعايا الآخرين من السودان، وهبطت رحلة الإجلاء الخاصة بهم في قاعدة تشكالوفسكي الجوية ، شمال شرق موسكو.

## الجدل
اتهَمَ كبار المسؤولين الألمان البريطانيين بالتسبب في تأخير جهود الإنقاذ، قائلين لبي بي سي إن القوات البريطانية هبطت دون إذن من القوات المسلحة السودانية في وادي صيدنا، الأمر الذي أثار غضب القوات المسلحة السودانية لدرجة أنهم رفضوا الوصول إلى المنشأة. وفقًا لأحد المصادر، كان على البريطانيين أن يدفعوا للقوات المسلحة السودانية للسماح لهم بالوصول، مما أدى إلى تأخير رجال الإنقاذ الألمان لمدة نصف يوم على الأقل. ونفت وزارة الدفاع البريطانية هذه التقارير ووصفتها بأنها "محض هراء".

## الدول المشاركة
1. أفغانستان
2. الجزائر
3. الأرجنتين
4. أرمينيا
5. أستراليا
6. النمسا[78]
7. أذربيجان
8. البحرين
9. بنغلاديش[79]
10. بيلاروسيا
11. بلجيكيا
12. بنين
13. البرازيل
14. بوركينا فاسو
15. كمبوديا
16. الكاميرون
17. كندا
18. تشاد
19. الصين
20. كولومبيا[80]
21. كرواتيا
22. قبرص
23. جمهورية التشيك
24. الدنمارك
25. جيبوتي
26. مصر
27. إثيوبيا
28. فنلندا[81]
29. فرنسا
30. غامبيا
31. جورجيا
32. ألمانيا (operation)
33. غانا
34. اليونان
35. غينيا بساو
36. هنغاريا
37. الهند (operation)
38. إندونيسيا
39. إيران
40. العراق
41. أيرلندا
42. إيطاليا
43. اليابان
44. الأردن
45. كازاخستان[82]
46. كينيا
47. الكويت
48. قيرغيزستان
49. لبنان
50. ليبيا
51. ماليزيا
52. مالي
53. مالطا[83]
54. موريتانيا
55. المكسيك
56. المغرب
57. موزمبيق
58. نيبال
59. هولندا
60. النيجر
61. نيجيريا
62. مقدونيا الشمالية[84][85]
63. النرويج
64. سلطنة عمان
65. باكستان[86]
66. فلسطين
67. بيرو
68. الفلبين
69. بولندا
70. البرتغال
71. قطر
72. رومانيا
73. روسيا[87]
74. رواندا
75. السعودية
76. السنغال
77. صربيا[88]
78. Singapore[89]
79. الصومال
80. جنوب إفريقيا
81. كوريا الجنوبية
82. إسبانيا
83. السويد
84. سويسرا
85. سوريا
86. تنزانيا
87. تايلند
88. تونس
89. تركيا
90. أوغندا[90]
91. أوكرانيا
92. المملكة المتحدة
93. الولايات المتحدة
94. أوزباكستان[91]
95. فنزويلا[92]
96. اليمن
97. زامبيا
98. زيمبابوي